# Ich habe meine Zuversicht
Ich habe meine Zuversicht (BWV 188) ist eine Kirchenkantate von Johann Sebastian Bach, die er in Leipzig 1728 für den 21. Sonntag nach Trinitatis (17. Oktober 1728) komponierte.

## Geschichte
Bach komponierte diese Kantate für den 21. Sonntag nach Trinitatis. Die Partitur wurde im 19. Jahrhundert „in Stücke geschnitten und an Privatpersonen verkauft“. Das zurzeit verfügbare Werk ist eine Rekonstruktion.
Die vorgeschriebenen Schriftlesungen für diesen Tag waren aus dem Brief des Paulus an die Epheser (Epheser 6, 10–17 ) und aus dem Evangelium nach Johannes (Johannes 4, 46–54 ). Der Text für die Sätze 2 bis 5 wurde von Christian Friedrich Henrici (auch als Picander bekannt) verfasst. Der sechste Satz ist ein Choral mit anonymer Urheberschaft, der vor 1603 geschrieben worden war.

## Besetzung und Aufbau
Das Werk ist für vier Solostimmen (Sopran, Alt, Tenor und Bass) und einen vierstimmigen Chor komponiert. Die Besetzung besteht aus zwei Oboen, einer (etwa eine Quinte unterhalb der gewöhnlichen Oboen gestimmten, zu den Barockoboen zählenden) Taille, zwei Violinen, einer Bratsche, einer Orgel und dem Generalbass.
Die Kantate hat sechs Sätze:
1. Sinfonia
2. Arie (Tenor): Ich habe meine Zuversicht
3. Rezitativ (Bass): Gott meint es gut mit jedermann
4. Arie (Alt): Unerforschlich ist die Weise
5. Rezitativ (Sopran): Die Macht der Welt verlieret sich
6. Choral: Auf meinen lieben Gott.

## Musik
Die einleitende Sinfonia für Soloorgel und Orchester leitet sich aus dem dritten Satz von Bachs Klavierkonzert in d-Moll, BWV 1052, ab.
Die Tenor-Arie wurde mit Sätzen aus den Französischen Suiten und der Fünften Englischen Suite verglichen. Es beginnt mit einem Ritornell von Streichinstrumenten, das von der Oboe verdoppelt wird. Nachdem der Tenor eingetreten ist, bewegen sich die beiden Teile in den Kontrapunkt. Formal hat der Satz einen erweiterten zweiteiligen A-Abschnitt, bevor er in einen B-Abschnitt übergeht, der sich durch seine Betonung der instrumentalen Arpeggien auszeichnet.
Das Secco-Rezitativ ist im Bass geschrieben und endet mit einem pastoralen Arioso.
Die Altarie ist „dunkel und dramatisch“, in e-Moll mit Bratsche und obligater Orgel. Die Orgellinie ist komplex und trägt zu einem Satz bei, der „ein komplexes und sich ständig veränderndes Kaleidoskop von reich verschlungenen Rhythmen und Melodien“ ist.
Das kurze Rezitativ für Sopran wird von Akkorden der Streichinstrumente begleitet. Der letzte Satz ist eine vierteilige Fassung der Choralmelodie, die von Oboe, Taille und Streichern verdoppelt wird.

## Aufnahmen
- Gächinger Kantorei Stuttgart / Württembergisches Kammerorchester Heilbronn, Helmuth Rilling. Die Bach Kantate. Hänssler Verlag, 1983
- Holland Boys Choir / Netherlands Bach Collegium, Pieter Jan Leusink. Bach Edition Vol. 5. Brilliant Classics, 1999
- Monteverdi Choir / English Baroque Soloists, John Eliot Gardiner. Bach Cantatas Vol. 11. Soli Deo Gloria, recorded 2000
- Amsterdam Baroque Orchestra & Choir, Ton Koopman. J.S. Bach: Complete Cantatas Vol. 19. Antoine Marchand, 2003
- Bach Collegium Japan, Masaaki Suzuki. J. S. Bach: Cantatas Vol. 49. BIS, 2010
- J. S. Bach-Stiftung, Rudolf Lutz. Bach-Stiftung St.Gallen - CD 40. JSB, 2012